# Maria Cisło
Maria Ewa Cisło (ur. 2 lutego 1937 w Sanoku, zm. 12 października 2021 we Wrocławiu) – polska specjalistka w zakresie dermatologii i wenerologii, dr hab.

## Życiorys
W 1972 roku obroniła pracę doktorską, a w 1991 habilitowała się na podstawie pracy zatytułowanej Badania nad stanem małych naczyń krwionośnych skóry i ocena płytek paznokciowych u dzieci z cukrzycą insulinozależną. W 2006 roku została zatrudniona w Niepublicznej Wyższej Szkole Medycznej we Wrocławiu. Była profesorem nadzwyczajnym w Katedrze i Klinice Dermatologii, Wenerologii i Alergologii na Wydziale Lekarskim Kształcenia Podyplomowego Akademii Medycznej im. Piastów Śląskich.
Zmarła 12 października 2021 we Wrocławiu. Pochowana na Cmentarzu św. Wawrzyńca we Wrocławiu.

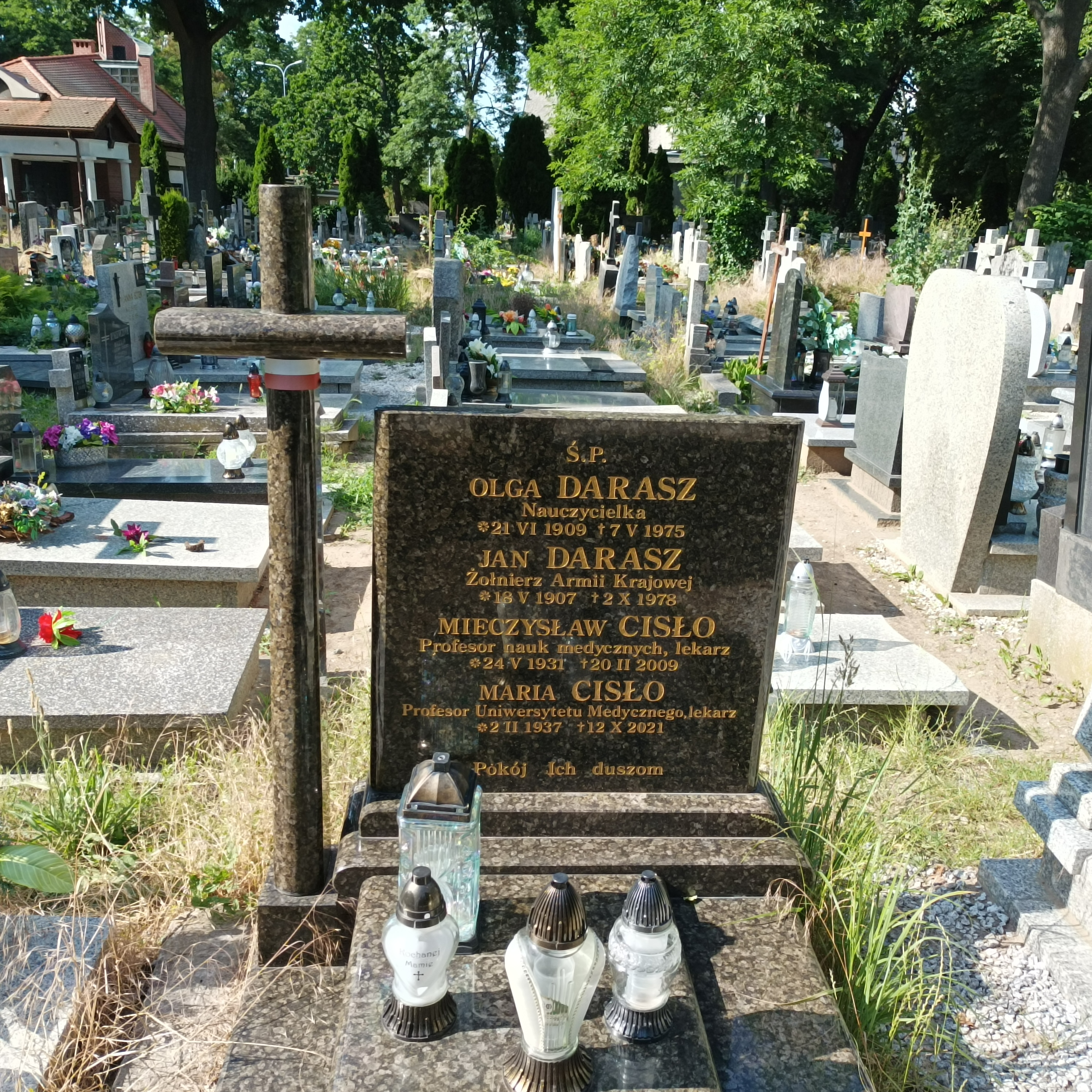
Grób prof. Marii i prof. Mieczysława Cisło na cmentarzu św. Wawrzyńca we Wrocławiu

## Odznaczenia
- Złoty Krzyż Zasługi[2]
- Krzyż Kawalerski Orderu Odrodzenia Polski[2]